# Efferia clementei
Efferia clementei is een vliegensoort uit de familie van de roofvliegen (Asilidae). De wetenschappelijke naam van de soort is voor het eerst geldig gepubliceerd in 1945 door Wilcox and Martin.